# Рекушана
Рекушана (рум. Răcușana) — село у повіті Бакеу в Румунії. Входить до складу комуни Поду-Туркулуй.
Село розташоване на відстані 217 км на північний схід від Бухареста, 54 км на південний схід від Бакеу, 110 км на південь від Ясс, 98 км на північний захід від Галаца, 147 км на північний схід від Брашова.

## Населення
За даними перепису населення 2002 року у селі проживали 58 осіб, усі — румуни. Усі жителі села рідною мовою назвали румунську.